# Tivoli (Aix-la-Chapelle, 1928)
Pour les articles homonymes, voir Tivoli (homonymie).
Le Tivoli est le nom du stade qui accueillait les matchs à domicile de l'Alemannia Aix-la-Chapelle, un club allemand de football.
Le stade, construit en 1928, et rénové en 1957 et 1980, possède une capacité de 21 300 places.
Le stade a fermé en 2009 à la suite de l'ouverture du Neuer Tivoli. Sa démolition est prévue à partir du 1er juin 2011.

## Photographies

Schéma de l'ancien Tivoli
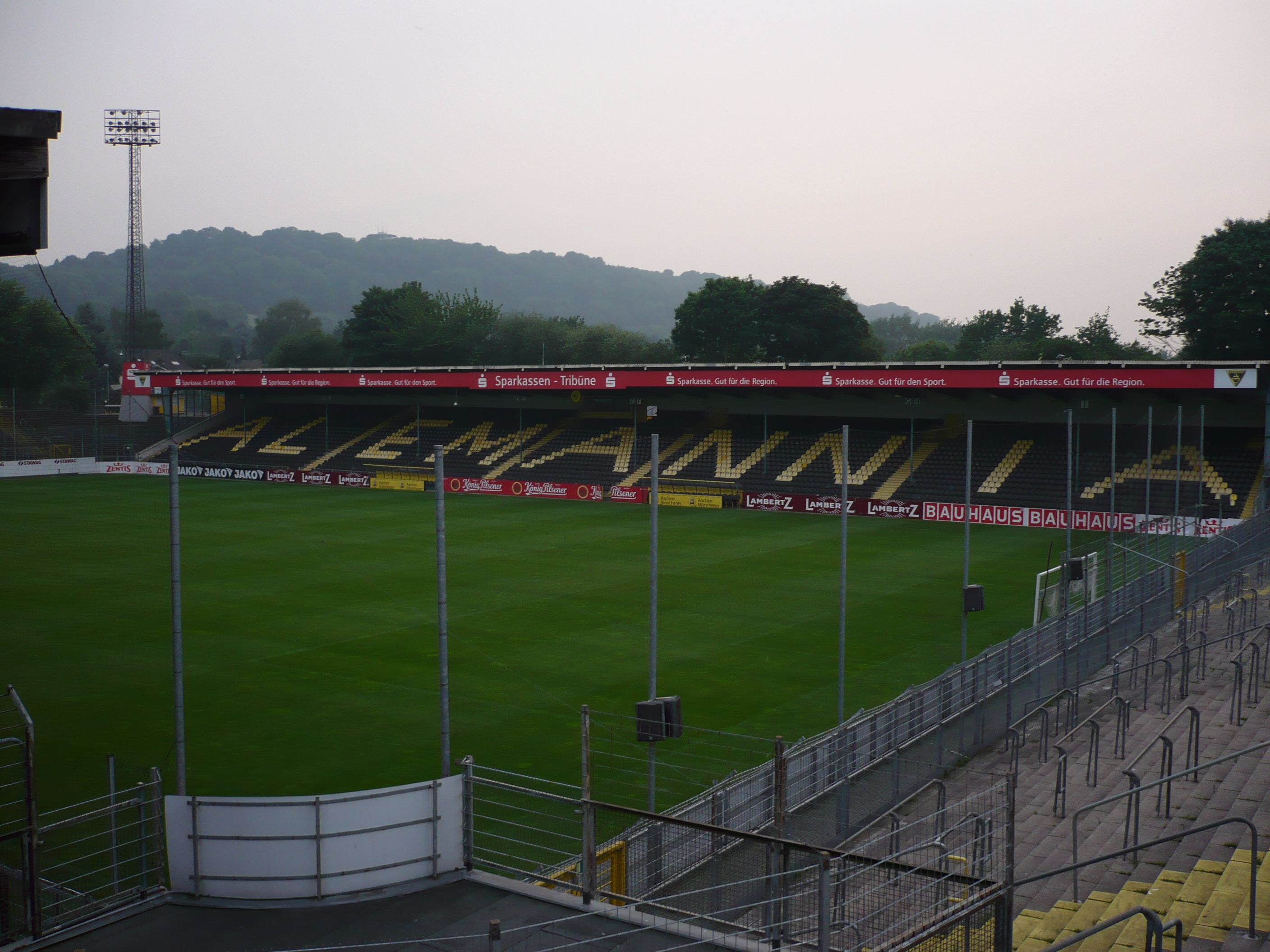
tribune